# 福山港
福山港（ふくやまこう）は、広島県福山市にある港湾。港湾管理者は広島県。1963年4月1日に港湾法上の重要港湾に指定されている。このほか港則法上の特定港にも指定されている。
また、隣接する岡山県の笠岡港港町地区は、港則法・関税法・検疫法・入国管理法・港湾運送事業法の各法上、福山港に含まれている。

## 概要
箕島（みのしま）地区・箕沖（みのおき）地区・鞆（とも）地区の3地区に分かれる。
なお、江戸時代に開かれた港を起源とする旧福山港との混同を避けるため旧福山港を内港と呼び分けている。ちなみに内港は現在では港湾施設としての役目はなく、周辺地区のエリア名として使用されている。
鞆地区は、1961年6月に福山港へ編入された。
備後都市圏の物流を支える重要な港湾である。1997年には日韓定期航路および日中定期コンテナ港路が開設される。2005年3月に広島県営の国際コンテナターミナル（第1バース）が完成した。JFEスチール西日本製鉄所福山地区の取扱い量が大半を占めるが、中国地方の港湾輸出入額では岡山県の水島港に次ぐ規模となっている。
こうした背景もあり貿易量取扱い量は年々増加していき、地元経済界から第2バース着工の要望が出され、2007年から整備を開始、2011年4月に供用された。しかし、皮肉にも貨物取扱量は第2バース整備開始の2007年をピークに減少し、2015年現在で第1バース供用時とほぼ変わらないレベルとなっている。

## 旅客航路

### 運行している航路
鞆港
「鞆港」地図
- 走島汽船
  - 鞆港 - 走島

- 市営渡船
  - 鞆港 - 仙酔島

- 瀬戸内クルージング
  - 鞆港 - 十四日元町桟橋 - 尾道駅前桟橋
春季から秋季までの土曜日、日曜日、祝日のみの限定運航

### 廃止された航路

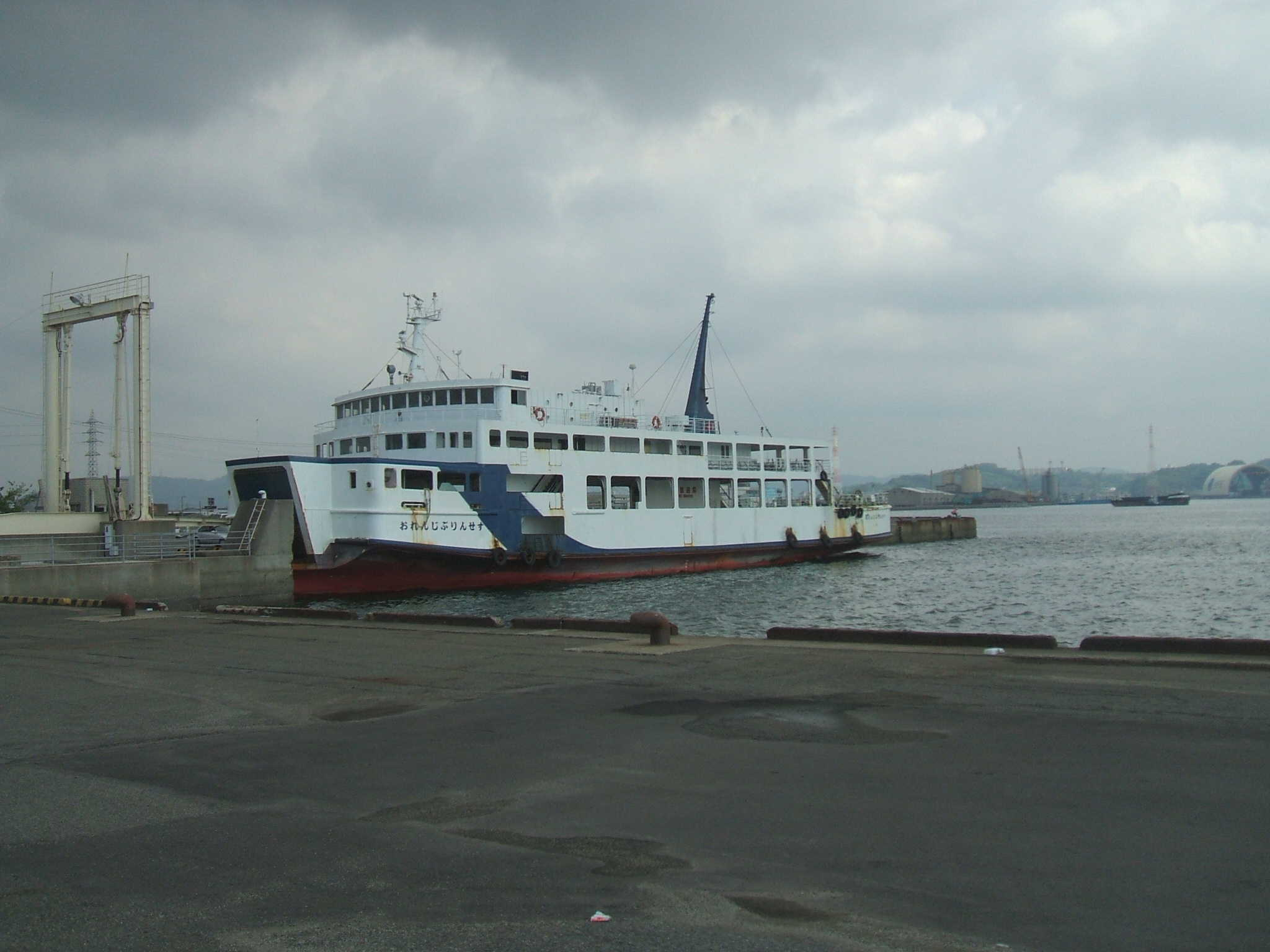
かつてのフェリー桟橋（2008年撮影）

せとうち物流株式会社が運航していた福山港 - 多度津港（香川県仲多度郡多度津町）航路（福山・多度津フェリー）は2008年9月1日に廃止され、福山港から四国へのフェリー航路はなくなった。

## 国際コンテナ航路
- 韓国航路（運航会社：高麗海運、興亜海運）
  - 福山 - 釜山港
- 中国航路（運航会社：神原汽船、民生輪船）
  - 福山 - 大連港・青島港
  - 福山 - 上海港

## 関連施設・企業
- JFEスチール西日本製鉄所福山地区
- 海上保安庁第六管区海上保安本部 福山海上保安署
- 財務省神戸税関福山税関支署
- 厚生労働省広島検疫所福山出張所
- 法務省広島入国管理局福山港出張所
- 福山市消防局水上消防署
- 福山通運福山港流通センター
- 神原汽船
- 備後通運
- 上組